# Sudirman Cup 2009
Der Sudirman Cup 2009, die Weltmeisterschaft für gemischte Mannschaften im Badminton, fand im Guangzhou Gymnasium in China vom 10. bis 17. Mai 2009 statt. China gewann  in dieser elften Auflage des Championats gegen Südkorea im Finale mit 3:0.

## Austragungsort
- Guangzhou Gymnasium

## Gruppe 1
| Halbfinale       |
| Relegationsrunde |

### Gruppe A
| Team     | Pts | Pld | W | L | MF | MA |
| -------- | --- | --- | - | - | -- | -- |
| Südkorea | 3   | 3   | 3 | 0 | 10 | 5  |
| Malaysia | 2   | 3   | 2 | 1 | 9  | 6  |
| Dänemark | 1   | 3   | 1 | 2 | 6  | 9  |
| Hongkong | 0   | 3   | 0 | 3 | 5  | 10 |

| 10. Mai 2009  |     |          |
| Malaysia      | 2–3 | Südkorea |
| Dänemark      | 3–2 | Hongkong |
| 11. Mai 2009  |     |          |
| Malaysia      | 4–1 | Hongkong |
| 12. Mai, 2009 |     |          |
| Dänemark      | 1–4 | Südkorea |
| 13. Mai 2009  |     |          |
| Südkorea      | 3–2 | Hongkong |
| 14. Mai 2009  |     |          |
| Dänemark      | 2–3 | Malaysia |

|  | Malaysia | – | Südkorea |  |

| Koo Kien Keat / Wong Pei Tty   | Koo Kien Keat / Wong Pei Tty   |  | Lee Yong-dae / Lee Hyo-jung  | 22-24 23-21 15-21 |
| Lee Chong Wei                  | Lee Chong Wei                  |  | Jang Soo-young               | 21-9 21-13        |
| Koo Kien Keat / Tan Boon Heong | Koo Kien Keat / Tan Boon Heong |  | Jung Jae-sung / Lee Yong-dae | 16-21 16-21       |
| Wong Mew Choo                  | Wong Mew Choo                  |  | Hwang Hye-youn               | 21-10 17-21 21-17 |
| Chin Eei Hui / Wong Pei Tty    | Chin Eei Hui / Wong Pei Tty    |  | Lee Hyo-jung / Lee Kyung-won | 8-21 15-21        |

|  | Dänemark | – | Hongkong |  |

| Thomas Laybourn / Kamilla Rytter Juhl        | Thomas Laybourn / Kamilla Rytter Juhl        |  | Yohan Hadikusumo Wiratama / Chau Hoi Wah | 21-14 21-14       |
| Peter Gade                                   | Peter Gade                                   |  | Chan Yan Kit                             | 21-9 21-14        |
| Nanna Brosolat Jensen                        | Nanna Brosolat Jensen                        |  | Zhou Mi                                  | 18-21 11-21       |
| Mathias Boe / Carsten Mogensen               | Mathias Boe / Carsten Mogensen               |  | Hui Wai Ho / Albertus Susanto Njoto      | 21-16 17-21 21-18 |
| Kamilla Rytter Juhl / Lena Frier Kristiansen | Kamilla Rytter Juhl / Lena Frier Kristiansen |  | Wang Chen / Zhou Mi                      | 15-21 21-13 18-21 |

|  | Malaysia | – | Hongkong |  |

| Fairuzizuan Tazari / Wong Pei Tty | Fairuzizuan Tazari / Wong Pei Tty |  | Yohan Hadikusumo Wiratama / Chau Hoi Wah | 21-17 21-16        |
| Lee Chong Wei                     | Lee Chong Wei                     |  | Hu Yun                                   | 21-16 21-8         |
| Koo Kien Keat / Tan Boon Heong    | Koo Kien Keat / Tan Boon Heong    |  | Hui Wai Ho / Albertus Susanto Njoto      | 21-12 21-19        |
| Julia Wong Pei Xian               | Julia Wong Pei Xian               |  | Yip Pui Yin                              | 17-21 0-21 Retired |
| Chin Eei Hui / Wong Pei Tty       | Chin Eei Hui / Wong Pei Tty       |  | Chan Tsz Ka / Wang Chen                  | 20-22 21-10 21-15  |

|  | Dänemark | – | Südkorea |  |

| Joachim Fischer Nielsen / Christinna Pedersen | Joachim Fischer Nielsen / Christinna Pedersen |  | Lee Yong-dae / Lee Hyo-jung  | 16-21 14-21      |
| Peter Gade                                    | Peter Gade                                    |  | Park Sung-hwan               | 21-16 21-18      |
| Mathias Boe / Carsten Mogensen                | Mathias Boe / Carsten Mogensen                |  | Jung Jae-sung / Lee Yong-dae | 21-23 10-21      |
| Nanna Brosolat Jensen                         | Nanna Brosolat Jensen                         |  | Hwang Hye-youn               | 21-10 8-21 11-21 |
| Kamilla Rytter Juhl / Lena Frier Kristiansen  | Kamilla Rytter Juhl / Lena Frier Kristiansen  |  | Lee Hyo-jung / Lee Kyung-won | 13-21 17-21      |

|  | Südkorea | – | Hongkong |  |

| Yoo Yeon-seong / Kim Min-jung | Yoo Yeon-seong / Kim Min-jung |  | Hui Wai Ho / Yip Pui Yin                           | 10-21 21-11 21-16 |
| Shin Baek-cheol               | Shin Baek-cheol               |  | Chan Yan Kit                                       | 14-21 9-21        |
| Han Sang-hoon / Hwang Ji-man  | Han Sang-hoon / Hwang Ji-man  |  | Albertus Susanto Njoto / Yohan Hadikusumo Wiratama | 21-10 21-10       |
| Kim Moon-hi                   | Kim Moon-hi                   |  | Wang Chen                                          | 21-13 15-21 15-21 |
| Ha Jung-eun / Kim Min-jung    | Ha Jung-eun / Kim Min-jung    |  | Chan Tsz Ka / Chau Hoi Wah                         | 21-7 21-14        |

|  | Dänemark | – | Malaysia |  |

| Thomas Laybourn / Kamilla Rytter Juhl        | Thomas Laybourn / Kamilla Rytter Juhl        |  | Fairuzizuan Tazari / Wong Pei Tty | 21-17 24-22       |
| Jan Ø. Jørgensen                             | Jan Ø. Jørgensen                             |  | Lee Chong Wei                     | 11-21 18-21       |
| Lars Paaske / Jonas Rasmussen                | Lars Paaske / Jonas Rasmussen                |  | Koo Kien Keat / Tan Boon Heong    | 9-21 14-21        |
| Nanna Brosolat Jensen                        | Nanna Brosolat Jensen                        |  | Wong Mew Choo                     | 8-21 11-21        |
| Kamilla Rytter Juhl / Lena Frier Kristiansen | Kamilla Rytter Juhl / Lena Frier Kristiansen |  | Chin Eei Hui / Wong Pei Tty       | 21-11 16-21 21-11 |

### Gruppe B
| Team                | Pts | Pld | W | L | MF | MA |
| ------------------- | --- | --- | - | - | -- | -- |
| Volksrepublik China | 3   | 3   | 3 | 0 | 15 | 0  |
| Indonesien          | 2   | 3   | 2 | 1 | 8  | 7  |
| England             | 1   | 3   | 1 | 2 | 5  | 10 |
| Japan               | 0   | 3   | 0 | 3 | 2  | 13 |

| 10. Mai 2009        |     |                     |
| Indonesien          | 4–1 | Japan               |
| Volksrepublik China | 5–0 | England             |
| 11. Mai 2009        |     |                     |
| Indonesien          | 4–1 | England             |
| 12. Mai 2009        |     |                     |
| Volksrepublik China | 5–0 | Japan               |
| 13. Mai 2009        |     |                     |
| England             | 4–1 | Japan               |
| 14. Mai 2009        |     |                     |
| Indonesien          | 0–5 | Volksrepublik China |

|  | Indonesien | – | Japan |  |

| Markis Kido / Hendra Setiawan           | Markis Kido / Hendra Setiawan           |  | Hirokatsu Hashimoto / Noriyasu Hirata | 21-14 21-11       |
| Maria Kristin Yulianti                  | Maria Kristin Yulianti                  |  | Sayaka Sato                           | 18-21 21-11 21-19 |
| Sony Dwi Kuncoro                        | Sony Dwi Kuncoro                        |  | Kenichi Tago                          | 21-17 21-16       |
| Shendy Puspa Irawati / Meiliana Jauhari | Shendy Puspa Irawati / Meiliana Jauhari |  | Miyuki Maeda / Satoko Suetsuna        | 16-21 14-21       |
| Nova Widianto / Liliyana Natsir         | Nova Widianto / Liliyana Natsir         |  | Shintaro Ikeda / Reiko Shiota         | 16-21 21-14 21-18 |

|  | Volksrepublik China | – | England |  |

| Cai Yun / Fu Haifeng  | Cai Yun / Fu Haifeng  |  | Chris Adcock / Robert Blair      | 21-15 21-14 |
| Wang Lin              | Wang Lin              |  | Sarah Walker                     | 21-15 21-11 |
| Lin Dan               | Lin Dan               |  | Andrew Smith                     | 21-10 21-18 |
| Pan Pan / Zhang Yawen | Pan Pan / Zhang Yawen |  | Jenny Wallwork / Gabrielle White | 21-12 21-11 |
| He Hanbin / Yu Yang   | He Hanbin / Yu Yang   |  | Anthony Clark / Donna Kellogg    | 21-14 21-14 |

|  | Indonesien | – | England |  |

| Mohammad Ahsan / Bona Septano             | Mohammad Ahsan / Bona Septano             |  | Anthony Clark / Nathan Robertson | 11-21 21-18 22-24 |
| Adriyanti Firdasari                       | Adriyanti Firdasari                       |  | Sarah Walker                     | 21-12 21-18       |
| Simon Santoso                             | Simon Santoso                             |  | Andrew Smith                     | 21-15 21-14       |
| Nitya Krishinda Maheswari / Greysia Polii | Nitya Krishinda Maheswari / Greysia Polii |  | Jenny Wallwork / Gabrielle White | 21-15 21-7        |
| Nova Widianto / Liliyana Natsir           | Nova Widianto / Liliyana Natsir           |  | Anthony Clark / Donna Kellogg    | 21-15 21-10       |

|  | Volksrepublik China | – | Japan |  |

| Cai Yun / Fu Haifeng | Cai Yun / Fu Haifeng |  | Kenichi Hayakawa / Kenta Kazuno | 21-14 21-13 |
| Wang Yihan           | Wang Yihan           |  | Mayu Sekiya                     | 21-10 22-20 |
| Lin Dan              | Lin Dan              |  | Sho Sasaki                      | 21-12 21-13 |
| Du Jing / Yu Yang    | Du Jing / Yu Yang    |  | Mizuki Fujii / Reika Kakiiwa    | 21-10 21-9  |
| Zheng Bo / Ma Jin    | Zheng Bo / Ma Jin    |  | Noriyasu Hirata / Miyuki Maeda  | 21-11 25-23 |

|  | England | – | Japan |  |

| Anthony Clark / Donna Kellogg    | Anthony Clark / Donna Kellogg    |  | Noriyasu Hirata / Miyuki Maeda  | 24-22 21-15       |
| Andrew Smith                     | Andrew Smith                     |  | Kenichi Tago                    | 21-17 19-21 21-14 |
| Anthony Clark / Nathan Robertson | Anthony Clark / Nathan Robertson |  | Kenichi Hayakawa / Kenta Kazuno | 23-25 21-19 21-18 |
| Sarah Walker                     | Sarah Walker                     |  | Sayaka Sato                     | 15-21 14-21       |
| Donna Kellogg / Jenny Wallwork   | Donna Kellogg / Jenny Wallwork   |  | Miyuki Maeda / Satoko Suetsuna  | 21-12 21-12       |

|  | Indonesien | – | Volksrepublik China |  |

| Mohammad Ahsan / Hendra Setiawan          | Mohammad Ahsan / Hendra Setiawan          |  | Cai Yun / Fu Haifeng | 10-21 21-19 12-21 |
| Maria Kristin Yulianti                    | Maria Kristin Yulianti                    |  | Wang Yihan           | 21-16 5-21 10-21  |
| Simon Santoso                             | Simon Santoso                             |  | Lin Dan              | 21-13 14-21 11-21 |
| Nitya Krishinda Maheswari / Greysia Polii | Nitya Krishinda Maheswari / Greysia Polii |  | Du Jing / Yu Yang    | 15-21 13-21       |
| Devin Lahardi Fitriawan / Lita Nurlita    | Devin Lahardi Fitriawan / Lita Nurlita    |  | Zheng Bo / Ma Jin    | 20-22 21-18 14-21 |

### Play-offs
| 15. Mai 2009 | Dänemark | 3–2 | England | 5./6.                                  |
|              | Hongkong | 1–3 | Japan   | 7./8., Hongkong steigt in Gruppe 2 ab. |

|  | Dänemark | – | England |  |

| Thomas Laybourn / Kamilla Rytter Juhl        | Thomas Laybourn / Kamilla Rytter Juhl        |  | Anthony Clark / Gabrielle White | 21-7 21-12        |
| Jan Ø. Jørgensen                             | Jan Ø. Jørgensen                             |  | Rajiv Ouseph                    | 21-16 18-21 21-11 |
| Mathias Boe / Carsten Mogensen               | Mathias Boe / Carsten Mogensen               |  | Chris Adcock / Robert Blair     | 16-21 16-21       |
| Nanna Brosolat Jensen                        | Nanna Brosolat Jensen                        |  | Sarah Walker                    | Walkover          |
| Kamilla Rytter Juhl / Lena Frier Kristiansen | Kamilla Rytter Juhl / Lena Frier Kristiansen |  | Donna Kellogg / Jenny Wallwork  | 21-15 10-21 21-15 |

|  | Hongkong | – | Japan |  |

| Hui Wai Ho / Albertus Susanto Njoto      | Hui Wai Ho / Albertus Susanto Njoto      |  | Kenichi Hayakawa / Kenta Kazuno | 15-21 15-21 |
| Yip Pui Yin                              | Yip Pui Yin                              |  | Mayu Sekiya                     | 21-7 21-16  |
| Chan Yan Kit                             | Chan Yan Kit                             |  | Sho Sasaki                      | 20-22 15-21 |
| Wang Chen / Zhou Mi                      | Wang Chen / Zhou Mi                      |  | Miyuki Maeda / Satoko Suetsuna  | 10-21 15-21 |
| Yohan Hadikusumo Wiratama / Chau Hoi Wah | Yohan Hadikusumo Wiratama / Chau Hoi Wah |  | Shintaro Ikeda / Reiko Shiota   |             |

### Finalrunde
Halbfinale
| 16. Mai 2009 | Südkorea | 3–1 | Indonesien          |
|              | Malaysia | 0–3 | Volksrepublik China |

|  | Südkorea | – | Indonesien |  |

| Lee Yong-dae / Lee Hyo-jung  | Lee Yong-dae / Lee Hyo-jung  |  | Nova Widianto / Liliyana Natsir           | 21-8 21-15        |
| Park Sung-hwan               | Park Sung-hwan               |  | Sony Dwi Kuncoro                          | 21-14 15-21 20-22 |
| Hwang Hye-youn               | Hwang Hye-youn               |  | Maria Kristin Yulianti                    | 23-21 21-19       |
| Jung Jae-sung / Lee Yong-dae | Jung Jae-sung / Lee Yong-dae |  | Mohammad Ahsan / Hendra Setiawan          | 21-9 21-19        |
| Lee Hyo-jung / Lee Kyung-won | Lee Hyo-jung / Lee Kyung-won |  | Nitya Krishinda Maheswari / Greysia Polii |                   |

|  | Malaysia | – | Volksrepublik China |  |

| Fairuzizuan Tazari / Wong Pei Tty | Fairuzizuan Tazari / Wong Pei Tty |  | He Hanbin / Yu Yang  | 11-21 14-21       |
| Lee Chong Wei                     | Lee Chong Wei                     |  | Lin Dan              | 16-21 16-21       |
| Koo Kien Keat / Tan Boon Heong    | Koo Kien Keat / Tan Boon Heong    |  | Cai Yun / Fu Haifeng | 21-19 15-21 21-23 |
| Wong Mew Choo                     | Wong Mew Choo                     |  | Wang Yihan           |                   |
| Chin Eei Hui / Ng Hui Lin         | Chin Eei Hui / Ng Hui Lin         |  | Du Jing / Yu Yang    |                   |

Finale
| 17. Mai 2009 | Südkorea | 0–3 | Volksrepublik China |

## Gruppe 2
| Aufstiegsrunde   |
| Relegationsrunde |

### Gruppe A
| Team              | Pts | Pld | W | L | MF | MA |
| ----------------- | --- | --- | - | - | -- | -- |
| Thailand          | 3   | 3   | 3 | 0 | 11 | 4  |
| Chinesisch Taipeh | 2   | 3   | 2 | 1 | 9  | 6  |
| Deutschland       | 1   | 3   | 1 | 2 | 8  | 7  |
| Frankreich        | 0   | 3   | 0 | 3 | 2  | 13 |

| 10. Mai 2009      |     |                   |
| Chinesisch Taipeh | 4–1 | Deutschland       |
| Thailand          | 4–1 | Frankreich        |
| 12. Mai 2009      |     |                   |
| Thailand          | 3–2 | Deutschland       |
| Chinesisch Taipeh | 4–1 | Frankreich        |
| 13. Mai 2009      |     |                   |
| Thailand          | 4–1 | Chinesisch Taipeh |
| Deutschland       | 5–0 | Frankreich        |

|  | Chinesisch Taipeh | – | Deutschland |  |

| Fang Chieh-min / Cheng Wen-hsing | Fang Chieh-min / Cheng Wen-hsing |  | Johannes Schöttler / Birgit Overzier | 21-14 21-19       |
| Hsueh Hsuan-yi                   | Hsueh Hsuan-yi                   |  | Marc Zwiebler                        | 21-19 21-15       |
| Fang Chieh-min / Lee Sheng-mu    | Fang Chieh-min / Lee Sheng-mu    |  | Michael Fuchs / Ingo Kindervater     | 16-21 21-12 21-11 |
| Chiang Pei-hsin                  | Chiang Pei-hsin                  |  | Xu Huaiwen                           | 21-19 8-21 9-21   |
| Cheng Wen-hsing / Chien Yu-chin  | Cheng Wen-hsing / Chien Yu-chin  |  | Sandra Marinello / Birgit Overzier   | 21-5 21-4         |

|  | Thailand | – | Chinesisch Taipeh |  |

| Sudket Prapakamol / Saralee Thungthongkam           | Sudket Prapakamol / Saralee Thungthongkam           |  | Fang Chieh-min / Cheng Wen-hsing | 21-16 22-20       |
| Boonsak Ponsana                                     | Boonsak Ponsana                                     |  | Hsueh Hsuan-yi                   | 21-18 9-21 21-16  |
| Salakjit Ponsana                                    | Salakjit Ponsana                                    |  | Chiang Pei-hsin                  | 21-18 21-10       |
| Songphon Anugritayawon / Sudket Prapakamol          | Songphon Anugritayawon / Sudket Prapakamol          |  | Chen Hung-ling / Lin Yu-lang     | 10-21 21-17 21-19 |
| Duanganong Aroonkesorn / Kunchala Voravichitchaikul | Duanganong Aroonkesorn / Kunchala Voravichitchaikul |  | Cheng Wen-hsing / Chien Yu-chin  | 13-21 16-21       |

|  | Thailand | – | Frankreich |  |

| Sudket Prapakamol / Saralee Thungthongkam           | Sudket Prapakamol / Saralee Thungthongkam           |  | Sylvain Grosjean / Weny Rahmawati | 21-16 21-17 |
| Boonsak Ponsana                                     | Boonsak Ponsana                                     |  | Alexandre Françoise               | 21-16 21-10 |
| Songphon Anugritayawon / Nitipong Saengsila         | Songphon Anugritayawon / Nitipong Saengsila         |  | Baptiste Carême / Ronan Labar     | 21-18 21-15 |
| Salakjit Ponsana                                    | Salakjit Ponsana                                    |  | Pi Hongyan                        | 7-21 14-21  |
| Duanganong Aroonkesorn / Kunchala Voravichitchaikul | Duanganong Aroonkesorn / Kunchala Voravichitchaikul |  | Laura Choinet / Weny Rahmawati    | 21-14 21-17 |

|  | Chinesisch Taipeh | – | Frankreich |  |

| Fang Chieh-min / Cheng Wen-hsing | Fang Chieh-min / Cheng Wen-hsing |  | Baptiste Carême / Laura Choinet    | 21-15 21-15 |
| Hsueh Hsuan-yi                   | Hsueh Hsuan-yi                   |  | Matthieu Lo Ying Ping              | 21-17 21-17 |
| Chiang Pei-hsin                  | Chiang Pei-hsin                  |  | Pi Hongyan                         | 9-21 15-21  |
| Fang Chieh-min / Lee Sheng-mu    | Fang Chieh-min / Lee Sheng-mu    |  | Baptiste Carême / Sylvain Grosjean | 25-23 21-5  |
| Cheng Wen-hsing / Chien Yu-chin  | Cheng Wen-hsing / Chien Yu-chin  |  | Elisa Chanteur / Weny Rahmawati    | 21-9 21-12  |

|  | Thailand | – | Deutschland |  |

| Sudket Prapakamol / Saralee Thungthongkam           | Sudket Prapakamol / Saralee Thungthongkam           |  | Kristof Hopp / Birgit Overzier     | 21-12 21-13       |
| Boonsak Ponsana                                     | Boonsak Ponsana                                     |  | Marc Zwiebler                      | 21-7 19-21 17-21  |
| Porntip Buranaprasertsuk                            | Porntip Buranaprasertsuk                            |  | Xu Huaiwen                         | 21-12 13-21 11-21 |
| Songphon Anugritayawon / Sudket Prapakamol          | Songphon Anugritayawon / Sudket Prapakamol          |  | Michael Fuchs / Ingo Kindervater   | 21-17 21-16       |
| Duanganong Aroonkesorn / Kunchala Voravichitchaikul | Duanganong Aroonkesorn / Kunchala Voravichitchaikul |  | Sandra Marinello / Birgit Overzier | 21-13 21-19       |

|  | Deutschland | – | Frankreich |  |

| Johannes Schöttler / Birgit Overzier | Johannes Schöttler / Birgit Overzier |  | Sylvain Grosjean / Weny Rahmawati  | 19-21 21-17 21-16 |
| Marc Zwiebler                        | Marc Zwiebler                        |  | Matthieu Lo Ying Ping              | 17-21 21-17 21-13 |
| Michael Fuchs / Ingo Kindervater     | Michael Fuchs / Ingo Kindervater     |  | Baptiste Carême / Sylvain Grosjean | 21-14 21-15       |
| Xu Huaiwen                           | Xu Huaiwen                           |  | Pi Hongyan                         | 21-19 21-13       |
| Sandra Marinello / Birgit Overzier   | Sandra Marinello / Birgit Overzier   |  | Laura Choinet / Weny Rahmawati     | 21-17 21-12       |

### Gruppe B
| Team        | Pts | Pld | W | L | MF | MA |
| ----------- | --- | --- | - | - | -- | -- |
| Russland    | 2   | 3   | 2 | 1 | 8  | 7  |
| Singapur    | 2   | 3   | 2 | 1 | 9  | 6  |
| Niederlande | 1   | 3   | 1 | 2 | 6  | 9  |
| Polen       | 1   | 3   | 1 | 2 | 7  | 8  |

| 11. Mai 2009 |     |             |
| Singapur     | 2–3 | Russland    |
| Polen        | 2–3 | Niederlande |
| 13. Mai 2009 |     |             |
| Polen        | 3–2 | Russland    |
| Singapur     | 4–1 | Niederlande |
| 14. Mai 2009 |     |             |
| Niederlande  | 2–3 | Russland    |
| Singapur     | 3–2 | Polen       |

|  | Singapur | – | Russland |  |

| Hendri Kurniawan Saputra / Vanessa Neo Yu Yan | Hendri Kurniawan Saputra / Vanessa Neo Yu Yan |  | Alexandr Nikolaenko / Valeria Sorokina | 21-19 15-21 13-21 |
| Derek Wong Zi Liang                           | Derek Wong Zi Liang                           |  | Vladimir Malkov                        | 17-21 17-21       |
| Hendri Kurniawan Saputra / Hendra Wijaya      | Hendri Kurniawan Saputra / Hendra Wijaya      |  | Vitaliy Durkin / Alexandr Nikolaenko   | 21-19 21-13       |
| Xing Aiying                                   | Xing Aiying                                   |  | Ella Diehl                             | 21-8 21-10        |
| Shinta Mulia Sari / Yao Lei                   | Shinta Mulia Sari / Yao Lei                   |  | Valeria Sorokina / Nina Vislova        | 21-17 18-21 5-21  |

|  | Polen | – | Niederlande |  |

| Michał Łogosz / Robert Mateusiak            | Michał Łogosz / Robert Mateusiak            |  | Ruud Bosch / Koen Ridder                  | 21-11 10-21 10-21 |
| Natalia Pocztowiak                          | Natalia Pocztowiak                          |  | Judith Meulendijks                        | 12-21 13-21       |
| Przemysław Wacha                            | Przemysław Wacha                            |  | Dicky Palyama                             | 15-21 21-15 21-13 |
| Małgorzata Kurdelska / Agnieszka Wojtkowska | Małgorzata Kurdelska / Agnieszka Wojtkowska |  | Judith Meulendijks / Yao Jie              | 14-21 15-21       |
| Robert Mateusiak / Nadieżda Kostiuczyk      | Robert Mateusiak / Nadieżda Kostiuczyk      |  | Jorrit de Ruiter / Paulien van Dooremalen | 21-12 21-10       |

|  | Polen | – | Russland |  |

| Robert Mateusiak / Nadieżda Kostiuczyk    | Robert Mateusiak / Nadieżda Kostiuczyk    |  | Vitaliy Durkin / Nina Vislova        | 16-21 21-13 21-8 |
| Przemysław Wacha                          | Przemysław Wacha                          |  | Vladimir Ivanov                      | 21-18 21-14      |
| Michał Łogosz / Robert Mateusiak          | Michał Łogosz / Robert Mateusiak          |  | Vitaliy Durkin / Alexandr Nikolaenko | 21-16 23-21      |
| Agnieszka Wojtkowska                      | Agnieszka Wojtkowska                      |  | Ella Diehl                           | 10-21 12-21      |
| Małgorzata Kurdelska / Natalia Pocztowiak | Małgorzata Kurdelska / Natalia Pocztowiak |  | Valeria Sorokina / Nina Vislova      | 17-21 18-21      |

|  | Singapur | – | Niederlande |  |

| Hendri Kurniawan Saputra / Hendra Wijaya      | Hendri Kurniawan Saputra / Hendra Wijaya      |  | Ruud Bosch / Koen Ridder        | 21-11 16-21 21-16 |
| Zhang Beiwen                                  | Zhang Beiwen                                  |  | Judith Meulendijks              | 16-21 16-21       |
| Derek Wong Zi Liang                           | Derek Wong Zi Liang                           |  | Eric Pang                       | 12-21 21-19 21-15 |
| Shinta Mulia Sari / Yao Lei                   | Shinta Mulia Sari / Yao Lei                   |  | Judith Meulendijks / Yao Jie    | 15-21 21-16 21-17 |
| Hendri Kurniawan Saputra / Vanessa Neo Yu Yan | Hendri Kurniawan Saputra / Vanessa Neo Yu Yan |  | Jorrit de Ruiter / Ilse Vaessen | 21-12 21-14       |

|  | Singapur | – | Polen |  |

| Hendri Kurniawan Saputra / Hendra Wijaya      | Hendri Kurniawan Saputra / Hendra Wijaya      |  | Michał Łogosz / Robert Mateusiak          | 21-16 17-21 21-19 |
| Xing Aiying                                   | Xing Aiying                                   |  | Agnieszka Wojtkowska                      | 21-8 21-8         |
| Ashton Chen Yong Zhao                         | Ashton Chen Yong Zhao                         |  | Przemysław Wacha                          | 23-21 14-21 19-21 |
| Shinta Mulia Sari / Yao Lei                   | Shinta Mulia Sari / Yao Lei                   |  | Małgorzata Kurdelska / Natalia Pocztowiak | 21-13 21-18       |
| Hendri Kurniawan Saputra / Vanessa Neo Yu Yan | Hendri Kurniawan Saputra / Vanessa Neo Yu Yan |  | Robert Mateusiak / Nadieżda Kostiuczyk    | 17-21 14-21       |

|  | Niederlande | – | Russland |  |

| Jürgen Wouters / Yao Jie                   | Jürgen Wouters / Yao Jie                   |  | Alexandr Nikolaenko / Valeria Sorokina | 11-21 11-21       |
| Dicky Palyama                              | Dicky Palyama                              |  | Stanislav Pukhov                       | 4-21 21-10 10-21  |
| Ruud Bosch / Koen Ridder                   | Ruud Bosch / Koen Ridder                   |  | Vitaliy Durkin / Alexandr Nikolaenko   | 16-21 21-13 21-19 |
| Judith Meulendijks                         | Judith Meulendijks                         |  | Ella Diehl                             | 21-16 21-19       |
| Rachel van Cutsen / Paulien van Dooremalen | Rachel van Cutsen / Paulien van Dooremalen |  | [[]] / Valeria Sorokina                | 15-21 8-21        |

### Play-offs
| 15. Mai 2009 | Thailand          | 3–0 | Russland    | 9./10., Thailand steigt in Gruppe 1 auf. |
|              | Chinesisch Taipeh | 3–1 | Singapur    | 11./12.                                  |
|              | Deutschland       | 3–0 | Niederlande | 13./14.                                  |
|              | Frankreich        | 0–3 | Polen       | 15/16, Frankreich steigt in Gruppe 3 ab. |

|  | Thailand | – | Russland |  |

| Sudket Prapakamol / Saralee Thungthongkam           | Sudket Prapakamol / Saralee Thungthongkam           |  | Alexandr Nikolaenko / Valeria Sorokina | 21-17 12-21 21-16 |
| Boonsak Ponsana                                     | Boonsak Ponsana                                     |  | Stanislav Pukhov                       | 21-8 16-21 21-15  |
| Salakjit Ponsana                                    | Salakjit Ponsana                                    |  | Ella Diehl                             | 21-18 21-14       |
| Songphon Anugritayawon / Sudket Prapakamol          | Songphon Anugritayawon / Sudket Prapakamol          |  | Evgeny Dremin / Stanislav Pukhov       |                   |
| Duanganong Aroonkesorn / Kunchala Voravichitchaikul | Duanganong Aroonkesorn / Kunchala Voravichitchaikul |  | Valeria Sorokina / Nina Vislova        |                   |

|  | Chinesisch Taipeh | – | Singapur |  |

| Wang Chia-min / Wang Pei-rong   | Wang Chia-min / Wang Pei-rong   |  | Terry Yeo Zhao Jiang / Vanessa Neo Yu Yan | 21-18 21-16       |
| Chou Tien-chen                  | Chou Tien-chen                  |  | Ashton Chen Yong Zhao                     | 22-20 14-21 13-21 |
| Chen Hung-ling / Lin Yu-lang    | Chen Hung-ling / Lin Yu-lang    |  | Hendri Kurniawan Saputra / Hendra Wijaya  | 21-10 19-21 21-7  |
| Pai Min-jie                     | Pai Min-jie                     |  | Zhang Beiwen                              | 21-18 21-17       |
| Cheng Hsiao-yun / Wang Pei-rong | Cheng Hsiao-yun / Wang Pei-rong |  | Shinta Mulia Sari / Yao Lei               |                   |

|  | Deutschland | – | Niederlande |  |

| Johannes Schöttler / Birgit Overzier | Johannes Schöttler / Birgit Overzier |  | Jorrit de Ruiter / Ilse Vaessen            | 20-22 21-10 21-13 |
| Marc Zwiebler                        | Marc Zwiebler                        |  | Eric Pang                                  | 21-19 19-21 21-14 |
| Michael Fuchs / Ingo Kindervater     | Michael Fuchs / Ingo Kindervater     |  | Ruud Bosch / Koen Ridder                   | 21-14 21-15       |
| Xu Huaiwen                           | Xu Huaiwen                           |  | Judith Meulendijks                         |                   |
| Sandra Marinello / Birgit Overzier   | Sandra Marinello / Birgit Overzier   |  | Rachel van Cutsen / Paulien van Dooremalen |                   |

|  | Frankreich | – | Polen |  |

| Baptiste Carême / Laura Choinet    | Baptiste Carême / Laura Choinet    |  | Robert Mateusiak / Nadieżda Kostiuczyk      | 15-21 8-21  |
| Matthieu Lo Ying Ping              | Matthieu Lo Ying Ping              |  | Przemysław Wacha                            | 14-21 20-22 |
| Baptiste Carême / Sylvain Grosjean | Baptiste Carême / Sylvain Grosjean |  | Michał Łogosz / Robert Mateusiak            | 13-21 13-21 |
| Pi Hongyan                         | Pi Hongyan                         |  | Natalia Pocztowiak                          |             |
| Laura Choinet / Weny Rahmawati     | Laura Choinet / Weny Rahmawati     |  | Małgorzata Kurdelska / Agnieszka Wojtkowska |             |

## Gruppe 3
| Aufstiegsrunde   |
| Relegationsrunde |

### Gruppe A
| Team               | Pts | Pld | W | L | MF | MA |
| ------------------ | --- | --- | - | - | -- | -- |
| Bulgarien          | 2   | 3   | 2 | 1 | 8  | 7  |
| Vereinigte Staaten | 2   | 3   | 2 | 1 | 8  | 7  |
| Tschechien         | 1   | 3   | 1 | 2 | 7  | 8  |
| Schweden           | 1   | 3   | 1 | 2 | 7  | 8  |

| 10. Mai 2009       |     |                    |
| Vereinigte Staaten | 3–2 | Tschechien         |
| Schweden           | 3–2 | Bulgarien          |
| 11. Mai 2009       |     |                    |
| Vereinigte Staaten | 2–3 | Bulgarien          |
| Schweden           | 2–3 | Tschechien         |
| 12. Mai 2009       |     |                    |
| Tschechien         | 2–3 | Bulgarien          |
| Schweden           | 2–3 | Vereinigte Staaten |

|  | Vereinigte Staaten | – | Tschechien |  |

| Howard Bach / Eva Lee      | Howard Bach / Eva Lee      |  | Jan Fröhlich / Martina Benešová      | 21-10 21-8        |
| Sattawat Pongnairat        | Sattawat Pongnairat        |  | Petr Koukal                          | 7-21 13-21        |
| Lili Zhou                  | Lili Zhou                  |  | Kristína Ludíková                    | 21-16 21-16       |
| Howard Bach / Tony Gunawan | Howard Bach / Tony Gunawan |  | Jan Fröhlich / Jan Vondra            | 21-11 21-9        |
| Daphne Ng / Lauren Todt    | Daphne Ng / Lauren Todt    |  | Martina Benešová / Kristína Ludíková | 14-21 22-20 17-21 |

|  | Schweden | – | Bulgarien |  |

| Henri Hurskainen / Emma Wengberg   | Henri Hurskainen / Emma Wengberg   |  | Stilian Makarski / Petya Nedelcheva     | 19-21 21-17 21-18 |
| Mattias Wigardt                    | Mattias Wigardt                    |  | Krasimir Jankov                         | 21-10 21-11       |
| Johan Kasperi / Peder Nordin       | Johan Kasperi / Peder Nordin       |  | Yulian Hristov / Vladimir Metodiev      | 21-16 17-21 12-21 |
| Sophia Hansson                     | Sophia Hansson                     |  | Linda Zechiri                           | 10-21 10-21       |
| Emelie Lennartsson / Emma Wengberg | Emelie Lennartsson / Emma Wengberg |  | Petya Nedelcheva / Dimitria Popstoikova | 10-21 22-20 21-12 |

|  | Vereinigte Staaten | – | Bulgarien |  |

| Howard Bach / Tony Gunawan | Howard Bach / Tony Gunawan |  | Vladimir Metodiev / Krasimir Jankov     | 21-5 21-13        |
| Lili Zhou                  | Lili Zhou                  |  | Linda Zechiri                           | 14-21 11-21       |
| Howard Shu                 | Howard Shu                 |  | Stilian Makarski                        | 14-21 18-21       |
| Daphne Ng / Lauren Todt    | Daphne Ng / Lauren Todt    |  | Petya Nedelcheva / Dimitria Popstoikova | 10-21 10-21       |
| Howard Bach / Eva Lee      | Howard Bach / Eva Lee      |  | Stilian Makarski / Diana Dimova         | 20-22 21-18 21-10 |

|  | Schweden | – | Tschechien |  |

| Henri Hurskainen                   | Henri Hurskainen                   |  | Petr Koukal                          | 25-27 21-15 21-13 |
| Sophia Hansson                     | Sophia Hansson                     |  | Kristína Ludíková                    | 16-21 24-22 17-21 |
| Johan Kasperi / Peder Nordin       | Johan Kasperi / Peder Nordin       |  | Jan Fröhlich / Petr Koukal           | 21-18 21-18       |
| Emelie Lennartsson / Emma Wengberg | Emelie Lennartsson / Emma Wengberg |  | Martina Benešová / Kristína Ludíková | 17-21 21-16 13-21 |
| Henri Hurskainen / Emma Wengberg   | Henri Hurskainen / Emma Wengberg   |  | Jan Fröhlich / Martina Benešová      | 19-21 16-21       |

|  | Tschechien | – | Bulgarien |  |

| Jan Fröhlich / Kristína Ludíková     | Jan Fröhlich / Kristína Ludíková     |  | Stilian Makarski / Diana Dimova         | 22-20 21-15       |
| Petr Koukal                          | Petr Koukal                          |  | Blagovest Kisyov                        | 21-6 21-12        |
| Martina Benešová                     | Martina Benešová                     |  | Linda Zechiri                           | 14-21 21-15 15-21 |
| Petr Koukal / Jan Vondra             | Petr Koukal / Jan Vondra             |  | Stilian Makarski / Vladimir Metodiev    | 17-21 18-21       |
| Martina Benešová / Kristína Ludíková | Martina Benešová / Kristína Ludíková |  | Petya Nedelcheva / Dimitria Popstoikova | 18-21 26-24 16-21 |

|  | Schweden | – | Vereinigte Staaten |  |

| Henri Hurskainen / Emma Wengberg   | Henri Hurskainen / Emma Wengberg   |  | Tony Gunawan / Eva Lee     | 16-21 17-21       |
| Mattias Wigardt                    | Mattias Wigardt                    |  | Sattawat Pongnairat        | 21-14 21-17       |
| Johan Kasperi / Peder Nordin       | Johan Kasperi / Peder Nordin       |  | Howard Bach / Tony Gunawan | 13-21 9-21        |
| Sophia Hansson                     | Sophia Hansson                     |  | Lili Zhou                  | 19-21 21-23       |
| Emelie Lennartsson / Emma Wengberg | Emelie Lennartsson / Emma Wengberg |  | Daphne Ng / Lauren Todt    | 19-21 21-18 21-11 |

### Gruppe B
| Team       | Pts | Pld | W | L | MF | MA |
| ---------- | --- | --- | - | - | -- | -- |
| Indien     | 3   | 3   | 3 | 0 | 14 | 1  |
| Ukraine    | 2   | 3   | 2 | 1 | 6  | 9  |
| Schottland | 1   | 3   | 1 | 2 | 7  | 8  |
| Australien | 0   | 3   | 0 | 3 | 3  | 12 |

| 11. Mai 2009 |     |            |
| Indien       | 4–1 | Australien |
| Schottland   | 2–3 | Ukraine    |
| 12. Mai 2009 |     |            |
| Indien       | 5–0 | Ukraine    |
| Schottland   | 5–0 | Australien |
| 13. Mai 2009 |     |            |
| Indien       | 5–0 | Schottland |
| Ukraine      | 3–2 | Australien |

|  | Indien | – | Australien |  |

| Valiyaveetil Diju / Jwala Gutta | Valiyaveetil Diju / Jwala Gutta |  | Ben Walklate / Kate Wilson-Smith   | 21-19 21-15       |
| Chetan Anand                    | Chetan Anand                    |  | Jeff Tho                           | 21-14 21-14       |
| Rupesh Kumar / Sanave Thomas    | Rupesh Kumar / Sanave Thomas    |  | Ben McCarthy / Glenn Warfe         | 21-12 21-15       |
| Saina Nehwal                    | Saina Nehwal                    |  | Leisha Cooper                      | 21-11 21-5        |
| Aparna Balan / Shruti Kurien    | Aparna Balan / Shruti Kurien    |  | Eugenia Tanaka / Kate Wilson-Smith | 21-16 19-21 18-21 |

|  | Schottland | – | Ukraine |  |

| Andrew Bowman / Emma Mason     | Andrew Bowman / Emma Mason     |  | Valeriy Atrashchenkov / Elena Prus | 21-19 19-21 22-20 |
| Gordon Thomson                 | Gordon Thomson                 |  | Dmytro Zavadsky                    | 14-21 17-21       |
| Susan Hughes                   | Susan Hughes                   |  | Larisa Griga                       | 21-12 21-7        |
| Thomas Bethell / Andrew Bowman | Thomas Bethell / Andrew Bowman |  | Vitaily Konov / Dmytro Zavadsky    | 22-24 16-21       |
| Jillie Cooper / Emma Mason     | Jillie Cooper / Emma Mason     |  | Mariya Diptan / Elena Prus         | 21-19 18-21 18-21 |

|  | Indien | – | Ukraine |  |

| Rupesh Kumar / Sanave Thomas    | Rupesh Kumar / Sanave Thomas    |  | Vitaily Konov / Dmytro Zavadsky | 21-14 21-6  |
| Saina Nehwal                    | Saina Nehwal                    |  | Mariya Diptan                   | 21-18 21-9  |
| Arvind Bhat                     | Arvind Bhat                     |  | Valeriy Atrashchenkov           | 21-16 21-11 |
| Aparna Balan / Shruti Kurien    | Aparna Balan / Shruti Kurien    |  | Larisa Griga / Elena Prus       | 21-7 21-14  |
| Valiyaveetil Diju / Jwala Gutta | Valiyaveetil Diju / Jwala Gutta |  | Dmytro Zavadsky / Mariya Diptan | 21-15 22-20 |

|  | Schottland | – | Australien |  |

| Andrew Bowman / Emma Mason     | Andrew Bowman / Emma Mason     |  | Ben Walklate / Kate Wilson-Smith   | 21-10 23-21 |
| Gordon Thomson                 | Gordon Thomson                 |  | Jeff Tho                           | 21-14 21-18 |
| Thomas Bethell / Andrew Bowman | Thomas Bethell / Andrew Bowman |  | Ben Walklate / Glenn Warfe         | 21-9 21-14  |
| Susan Hughes                   | Susan Hughes                   |  | Erica Pong                         | 21-10 21-8  |
| Jillie Cooper / Emma Mason     | Jillie Cooper / Emma Mason     |  | Eugenia Tanaka / Kate Wilson-Smith | 29-27 21-16 |

|  | Indien | – | Schottland |  |

| Valiyaveetil Diju / Jwala Gutta | Valiyaveetil Diju / Jwala Gutta |  | Andrew Bowman / Emma Mason     | 21-17 21-12       |
| Arvind Bhat                     | Arvind Bhat                     |  | Gordon Thomson                 | 21-15 21-16       |
| Saina Nehwal                    | Saina Nehwal                    |  | Susan Hughes                   | 18-21 21-13 21-19 |
| Rupesh Kumar / Sanave Thomas    | Rupesh Kumar / Sanave Thomas    |  | Thomas Bethell / Andrew Bowman | 21-18 25-23       |
| Aparna Balan / Shruti Kurien    | Aparna Balan / Shruti Kurien    |  | Jillie Cooper / Emma Mason     | 21-12 21-15       |

|  | Ukraine | – | Australien |  |

| Valeriy Atrashchenkov / Elena Prus | Valeriy Atrashchenkov / Elena Prus |  | Ben Walklate / Kate Wilson-Smith   | 19-21 18-21       |
| Dmytro Zavadsky                    | Dmytro Zavadsky                    |  | Jeff Tho                           | 19-21 21-11 21-14 |
| Larisa Griga                       | Larisa Griga                       |  | Leisha Cooper                      | 21-7 21-11        |
| Vitaily Konov / Dmytro Zavadsky    | Vitaily Konov / Dmytro Zavadsky    |  | Ben Walklate / Glenn Warfe         | 18-21 13-21       |
| Mariya Diptan / Elena Prus         | Mariya Diptan / Elena Prus         |  | Eugenia Tanaka / Kate Wilson-Smith | 21-15 15-21 21-14 |

### Play-offs
| 14. Mai 2009 | Bulgarien          | 0–3 | Indien     | 17./18., Indien steigt in Gruppe 2 auf |
|              | Vereinigte Staaten | 1–3 | Ukraine    | 19./20.                                |
|              | Tschechien         | 1–3 | Schottland | 21./22.                                |
|              | Schweden           | 3–1 | Australien | 23./24., Australien steigt Gruppe 4 ab |

|  | Bulgarien | – | Indien |  |

| Yulian Hristov / Vladimir Metodiev      | Yulian Hristov / Vladimir Metodiev      |  | Rupesh Kumar / Sanave Thomas    | 13-21 11-21       |
| Linda Zechiri                           | Linda Zechiri                           |  | Saina Nehwal                    | 14-21 17-21       |
| Krasimir Jankov                         | Krasimir Jankov                         |  | Arvind Bhat                     | 21-16 16-21 19-21 |
| Petya Nedelcheva / Dimitria Popstoikova | Petya Nedelcheva / Dimitria Popstoikova |  | Aparna Balan / Shruti Kurien    |                   |
| Stilian Makarski / Diana Dimova         | Stilian Makarski / Diana Dimova         |  | Valiyaveetil Diju / Jwala Gutta |                   |

|  | Vereinigte Staaten | – | Ukraine |  |

| Howard Bach                | Howard Bach                |  | Dmytro Zavadsky                    | 8-21 14-21  |
| Eva Lee                    | Eva Lee                    |  | Larisa Griga                       | 17-21 17-21 |
| Howard Bach / Tony Gunawan | Howard Bach / Tony Gunawan |  | Vitaily Konov / Dmytro Zavadsky    | 21-12 21-11 |
| Daphne Ng / Lauren Todt    | Daphne Ng / Lauren Todt    |  | Mariya Diptan / Elena Prus         | 15-21 13-21 |
| Tony Gunawan / Eva Lee     | Tony Gunawan / Eva Lee     |  | Valeriy Atrashchenkov / Elena Prus |             |

|  | Tschechien | – | Schottland |  |

| Jan Fröhlich / Kristína Ludíková     | Jan Fröhlich / Kristína Ludíková     |  | Andrew Bowman / Emma Mason     | 22-20 17-21 9-21  |
| Petr Koukal                          | Petr Koukal                          |  | Gordon Thomson                 | 21-19 21-8        |
| Martina Benešová                     | Martina Benešová                     |  | Susan Hughes                   | 19-21 6-21        |
| Jan Fröhlich / Jan Vondra            | Jan Fröhlich / Jan Vondra            |  | Thomas Bethell / Andrew Bowman | 10-21 21-19 15-21 |
| Martina Benešová / Kristína Ludíková | Martina Benešová / Kristína Ludíková |  | Jillie Cooper / Emma Mason     |                   |

|  | Schweden | – | Australien |  |

| Henri Hurskainen                   | Henri Hurskainen                   |  | Jeff Tho                           | 21-14 21-17       |
| Sophia Hansson                     | Sophia Hansson                     |  | Erica Pong                         | 21-15 16-21 21-17 |
| Johan Kasperi / Peder Nordin       | Johan Kasperi / Peder Nordin       |  | Ben Walklate / Glenn Warfe         | 15-21 21-14 19-21 |
| Emelie Lennartsson / Emma Wengberg | Emelie Lennartsson / Emma Wengberg |  | Eugenia Tanaka / Kate Wilson-Smith | 18-21 21-14 21-15 |
| Henri Hurskainen / Emma Wengberg   | Henri Hurskainen / Emma Wengberg   |  | Ben Walklate / Kate Wilson-Smith   |                   |

## Gruppe 4
| Aufstiegsrunde |

### Gruppe A
| Team        | Pts | Pld | W | L | MF | MA |
| ----------- | --- | --- | - | - | -- | -- |
| Schweiz     | 4   | 4   | 4 | 0 | 17 | 3  |
| Philippinen | 3   | 4   | 3 | 1 | 14 | 6  |
| Südafrika   | 2   | 4   | 2 | 2 | 9  | 11 |
| Türkei      | 1   | 4   | 1 | 3 | 8  | 12 |
| Luxemburg   | 0   | 4   | 0 | 4 | 2  | 18 |

| 10. Mai 2009 |     |             |
| Südafrika    | 1–4 | Philippinen |
| Luxemburg    | 0–5 | Türkei      |
| 11. Mai 2009 |     |             |
| Schweiz      | 4-1 | Philippinen |
| Südafrika    | 4-1 | Luxemburg   |
| 12. Mai 2009 |     |             |
| Schweiz      | 4–1 | Türkei      |
| Luxemburg    | 1–4 | Philippinen |
| 13. Mai 2009 |     |             |
| Schweiz      | 5–0 | Luxemburg   |
| Südafrika    | 3–2 | Türkei      |
| 14. Mai 2009 |     |             |
| Schweiz      | 4–1 | Südafrika   |
| Türkei       | 0–5 | Philippinen |

|  | Südafrika | – | Philippinen |  |

| Dorian James / Annari Viljoen     | Dorian James / Annari Viljoen     |  | Kennevic Asuncion / Kennie Asuncion     | 13-21 15-21 |
| Jacob Maliekal                    | Jacob Maliekal                    |  | Antonino Benjamin Gadi                  | 12-21 6-21  |
| Chris Dednam / Roelof Dednam      | Chris Dednam / Roelof Dednam      |  | Ronel Estanislao / Paul Jefferson Vivas | 21-17 21-12 |
| Stacey Doubell                    | Stacey Doubell                    |  | Malvinne Ann Venice Alcala              | 8-21 17-21  |
| Michelle Edwards / Annari Viljoen | Michelle Edwards / Annari Viljoen |  | Gelita Castilo / Karyn Velez            | 13-21 22-24 |

|  | Luxemburg | – | Türkei |  |

| Philippe Hengen / Zoé Schroeder | Philippe Hengen / Zoé Schroeder |  | Göksel Kundakçı / Elif Aktas Oz | 21-11 15-21 18-21 |
| Robert Mann                     | Robert Mann                     |  | Mehmet Tural                    | 17-21 17-21       |
| Claudine Barnig                 | Claudine Barnig                 |  | Ezgi Epice                      | 21-14 15-21 22-24 |
| Yann Mellers / Ben Speltz       | Yann Mellers / Ben Speltz       |  | Ali Kaya / Mehmet Tural         | 18-21 12-21       |
| Anne Schumacher / Annick Weides | Anne Schumacher / Annick Weides |  | Öznur Çalışkan / Ezgi Epice     | 13-21 19-21       |

|  | Schweiz | – | Philippinen |  |

| Anthony Dumartheray / Sabrina Jaquet    | Anthony Dumartheray / Sabrina Jaquet    |  | Kennevic Asuncion / Kennie Asuncion      | 6-21 12-21        |
| Christian Bösiger                       | Christian Bösiger                       |  | Mark Alvin Natividad                     | 21-18 21-13       |
| Jeanine Cicognini                       | Jeanine Cicognini                       |  | Gelita Castilo                           | 21-14 21-13       |
| Christian Bösiger / Anthony Dumartheray | Christian Bösiger / Anthony Dumartheray |  | Andrei Babad / Antonino Benjamin Gadi    | 16-21 22-20 22-20 |
| Jeanine Cicognini / Sabrina Jaquet      | Jeanine Cicognini / Sabrina Jaquet      |  | Malvinne Ann Venice Alcala / Karyn Velez | 21-10 21-11       |

|  | Südafrika | – | Luxemburg |  |

| Dorian James / Michelle Edwards   | Dorian James / Michelle Edwards   |  | Philippe Hengen / Zoé Schroeder | 21-10 21-12       |
| Jacob Maliekal                    | Jacob Maliekal                    |  | Robert Mann                     | 17-21 21-14 22-20 |
| Chris Dednam / Roelof Dednam      | Chris Dednam / Roelof Dednam      |  | Yann Mellers / Joe Michels      | 21-11 21-9        |
| Kerry-Lee Harrington              | Kerry-Lee Harrington              |  | Claudine Barnig                 | 11-21 21-23       |
| Michelle Edwards / Annari Viljoen | Michelle Edwards / Annari Viljoen |  | Anne Schumacher / Annick Weides | 21-7 21-5         |

|  | Schweiz | – | Türkei |  |

| Jeanine Cicognini                     | Jeanine Cicognini                     |  | Ezgi Epice                      | 21-12 19-21 21-10 |
| Christian Bösiger                     | Christian Bösiger                     |  | Mehmet Tural                    | 17-21 23-21 16-21 |
| Jeanine Cicognini / Sabrina Jaquet    | Jeanine Cicognini / Sabrina Jaquet    |  | Derya Calimbay / Öznur Çalışkan | 21-7 21-14        |
| Anthony Dumartheray / Thomas Heiniger | Anthony Dumartheray / Thomas Heiniger |  | Ali Kaya / Mehmet Tural         | 21-18 19-21 21-19 |
| Christian Bösiger / Sabrina Jaquet    | Christian Bösiger / Sabrina Jaquet    |  | Göksel Kundakçı / Ezgi Epice    | 21-16 21-16       |

|  | Luxemburg | – | Philippinen |  |

| Philippe Hengen / Zoé Schroeder | Philippe Hengen / Zoé Schroeder |  | Kennevic Asuncion / Kennie Asuncion     | 10-21 7-21        |
| Ben Speltz                      | Ben Speltz                      |  | Antonino Benjamin Gadi                  | 3-21 7-21         |
| Yann Mellers / Joe Michels      | Yann Mellers / Joe Michels      |  | Ronel Estanislao / Paul Jefferson Vivas | 5-21 13-21        |
| Claudine Barnig                 | Claudine Barnig                 |  | Malvinne Ann Venice Alcala              | 21-15 15-21 21-19 |
| Zoé Schroeder / Annick Weides   | Zoé Schroeder / Annick Weides   |  | Gelita Castilo / Karyn Velez            | 9-21 15-21        |

|  | Schweiz | – | Luxemburg |  |

| Anthony Dumartheray / Sabrina Jaquet | Anthony Dumartheray / Sabrina Jaquet |  | Philippe Hengen / Zoé Schroeder | 24-22 21-11      |
| Christian Bösiger                    | Christian Bösiger                    |  | Robert Mann                     | 21-11 21-11      |
| Christoph Heiniger / Thomas Heiniger | Christoph Heiniger / Thomas Heiniger |  | Joe Michels / Ben Speltz        | 21-15 20-22 21-9 |
| Monika Fischer                       | Monika Fischer                       |  | Claudine Barnig                 | 22-20 13-21 21-9 |
| Sabrina Jaquet / Huwaina Razi        | Sabrina Jaquet / Huwaina Razi        |  | Anne Schumacher / Annick Weides | 21-5 21-12       |

|  | Südafrika | – | Türkei |  |

| Stacey Doubell                    | Stacey Doubell                    |  | Ezgi Epice                      | 7-21 13-21        |
| Jacob Maliekal                    | Jacob Maliekal                    |  | Mehmet Tural                    | 17-21 21-19 18-21 |
| Michelle Edwards / Annari Viljoen | Michelle Edwards / Annari Viljoen |  | Derya Calimbay / Öznur Çalışkan | 22-20 21-17       |
| Chris Dednam / Roelof Dednam      | Chris Dednam / Roelof Dednam      |  | Ali Kaya / Mehmet Tural         | 21-16 21-13       |
| Dorian James / Michelle Edwards   | Dorian James / Michelle Edwards   |  | Göksel Kundakçı / Ezgi Epice    | 19-21 21-12 21-13 |

|  | Schweiz | – | Südafrika |  |

| Christian Bösiger                       | Christian Bösiger                       |  | Jacob Maliekal                    | 21-9 22-20        |
| Jeanine Cicognini                       | Jeanine Cicognini                       |  | Kerry-Lee Harrington              | 21-8 21-4         |
| Christian Bösiger / Anthony Dumartheray | Christian Bösiger / Anthony Dumartheray |  | Chris Dednam / Dorian James       | 21-19 21-15       |
| Jeanine Cicognini / Sabrina Jaquet      | Jeanine Cicognini / Sabrina Jaquet      |  | Michelle Edwards / Annari Viljoen | 21-13 21-15       |
| Anthony Dumartheray / Sabrina Jaquet    | Anthony Dumartheray / Sabrina Jaquet    |  | Dorian James / Annari Viljoen     | 21-12 22-24 19-21 |

|  | Türkei | – | Philippinen |  |

| Mustafa Yalvareci / Elif Aktas Oz | Mustafa Yalvareci / Elif Aktas Oz |  | Kennevic Asuncion / Kennie Asuncion      | 7-21 8-21         |
| Mehmet Tural                      | Mehmet Tural                      |  | Antonino Benjamin Gadi                   | 21-17 10-21 14-21 |
| Ezgi Epice                        | Ezgi Epice                        |  | Karyn Velez                              | 16-21 10-21       |
| Ali Kaya / Mehmet Tural           | Ali Kaya / Mehmet Tural           |  | Kennevic Asuncion / Paul Jefferson Vivas | 21-18 18-21 12-21 |
| Öznur Çalışkan / Ezgi Epice       | Öznur Çalışkan / Ezgi Epice       |  | Kennie Asuncion / Gelita Castilo         | 11-21 11-21       |

### Gruppe B
| Team      | Pts | Pld | W | L | MF | MA |
| --------- | --- | --- | - | - | -- | -- |
| Litauen   | 3   | 4   | 3 | 1 | 14 | 6  |
| Portugal  | 3   | 4   | 3 | 1 | 14 | 6  |
| Island    | 3   | 4   | 3 | 1 | 14 | 6  |
| Sri Lanka | 1   | 4   | 1 | 3 | 8  | 12 |
| Mongolei  | 0   | 4   | 0 | 4 | 0  | 20 |

| 10. Mai 2009 |     |           |
| Portugal     | 2–3 | Island    |
| Sri Lanka    | 5–0 | Mongolei  |
| 11. Mai 2009 |     |           |
| Sri Lanka    | 1–4 | Portugal  |
| Litauen      | 5–0 | Mongolei  |
| 12. Mai 2009 |     |           |
| Portugal     | 5–0 | Mongolei  |
| Litauen      | 3–2 | Island    |
| 13. Mai 2009 |     |           |
| Sri Lanka    | 1–4 | Island    |
| Litauen      | 2–3 | Portugal  |
| 14. Mai 2009 |     |           |
| Island       | 5–0 | Mongolei  |
| Litauen      | 4–1 | Sri Lanka |

|  | Portugal | – | Island |  |

| Pedro Martins                   | Pedro Martins                   |  | Magnús Ingi Helgason                             | 21-19 16-21 18-21 |
| Telma Santos                    | Telma Santos                    |  | Tinna Helgadóttir                                | 21-15 21-14       |
| Hugo Rodrigues / Fernando Silva | Hugo Rodrigues / Fernando Silva |  | Magnús Ingi Helgason / Helgi Jóhannesson         | 13-21 18-21       |
| Ana Moura / Helena Pestana      | Ana Moura / Helena Pestana      |  | Snjólaug Jóhannsdóttir / Karitas Ósk Ólafsdóttir | 21-15 21-13       |
| Hugo Rodrigues / Telma Santos   | Hugo Rodrigues / Telma Santos   |  | Helgi Jóhannesson / Tinna Helgadóttir            | 17-21 21-13 18-21 |

|  | Sri Lanka | – | Mongolei |  |

| Hasitha Chanaka                                           | Hasitha Chanaka                                           |  | Enkhbat Olonbayar                            | 17-21 21-11 21-10 |
| Thilini Jayasinghe                                        | Thilini Jayasinghe                                        |  | Munkhchimeg Mendjargal                       | 21-3 21-5         |
| Hasitha Chanaka / Rajitha Sandeepana Dhanayaka            | Hasitha Chanaka / Rajitha Sandeepana Dhanayaka            |  | Davaasuren Battur / Zolzaya Munkhbaatar      | 21-6 21-4         |
| Thilini Jayasinghe / Achini Nimeshika Ratnasiri           | Thilini Jayasinghe / Achini Nimeshika Ratnasiri           |  | Gerelmaa Batchuluun / Munkhchimeg Mendjargal | 21-4 21-8         |
| Rajitha Sandeepana Dhanayaka / Achini Nimeshika Ratnasiri | Rajitha Sandeepana Dhanayaka / Achini Nimeshika Ratnasiri |  | Enkhbat Olonbayar / Gerelmaa Batchuluun      | 21-10 21-11       |

|  | Sri Lanka | – | Portugal |  |

| Rajitha Sandeepana Dhanayaka / Achini Nimeshika Ratnasiri | Rajitha Sandeepana Dhanayaka / Achini Nimeshika Ratnasiri |  | Hugo Rodrigues / Telma Santos   | 11-21 16-21      |
| Hasitha Chanaka                                           | Hasitha Chanaka                                           |  | Pedro Martins                   | 11-21 12-21      |
| Thilini Jayasinghe                                        | Thilini Jayasinghe                                        |  | Telma Santos                    | 20-22 15-21      |
| Hasitha Chanaka / Rajitha Sandeepana Dhanayaka            | Hasitha Chanaka / Rajitha Sandeepana Dhanayaka            |  | Hugo Rodrigues / Fernando Silva | 9-21 21-15 12-21 |
| Thilini Jayasinghe / Achini Nimeshika Ratnasiri           | Thilini Jayasinghe / Achini Nimeshika Ratnasiri           |  | Ana Moura / Helena Pestana      | 21-14 21-18      |

|  | Litauen | – | Mongolei |  |

| Rasa Šulnienė                              | Rasa Šulnienė                              |  | Munkhchimeg Mendjargal                       | 21-10 21-11 |
| Kęstutis Navickas                          | Kęstutis Navickas                          |  | Enkhbat Olonbayar                            | 21-9 21-16  |
| Kristina Dovidaitytė / Akvilė Stapušaitytė | Kristina Dovidaitytė / Akvilė Stapušaitytė |  | Gerelmaa Batchuluun / Munkhchimeg Mendjargal | 21-6 21-4   |
| Klaudijus Kašinskis / Kęstutis Navickas    | Klaudijus Kašinskis / Kęstutis Navickas    |  | Davaasuren Battur / Zolzaya Munkhbaatar      | 21-12 21-14 |
| Ramūnas Stapušaitis / Kristina Dovidaitytė | Ramūnas Stapušaitis / Kristina Dovidaitytė |  | Enkhbat Olonbayar / Gerelmaa Batchuluun      | 21-10 21-10 |

|  | Portugal | – | Mongolei |  |

| Pedro Martins                   | Pedro Martins                   |  | Enkhbat Olonbayar                            | 21-3 21-7  |
| Ana Moura                       | Ana Moura                       |  | Munkhchimeg Mendjargal                       | 21-5 21-5  |
| Pedro Martins / Fernando Silva  | Pedro Martins / Fernando Silva  |  | Davaasuren Battur / Zolzaya Munkhbaatar      | 21-9 21-10 |
| Ana Moura / Helena Pestana      | Ana Moura / Helena Pestana      |  | Gerelmaa Batchuluun / Munkhchimeg Mendjargal | 21-8 21-3  |
| Fernando Silva / Helena Pestana | Fernando Silva / Helena Pestana |  | Enkhbat Olonbayar / Gerelmaa Batchuluun      | 21-6 21-19 |

|  | Litauen | – | Island |  |

| Klaudijus Kašinskis / Kristina Dovidaitytė | Klaudijus Kašinskis / Kristina Dovidaitytė |  | Helgi Jóhannesson / Tinna Helgadóttir      | 15-21 14-21      |
| Kęstutis Navickas                          | Kęstutis Navickas                          |  | Atli Jóhannesson                           | 21-14 21-7       |
| Akvilė Stapušaitytė                        | Akvilė Stapušaitytė                        |  | Karitas Ósk Ólafsdóttir                    | 21-10 21-10      |
| Kęstutis Navickas / Ramūnas Stapušaitis    | Kęstutis Navickas / Ramūnas Stapušaitis    |  | Magnús Ingi Helgason / Helgi Jóhannesson   | 23-21 15-21 7-21 |
| Kristina Dovidaitytė / Akvilė Stapušaitytė | Kristina Dovidaitytė / Akvilė Stapušaitytė |  | Tinna Helgadóttir / Snjólaug Jóhannsdóttir | 21-17 24-22      |

|  | Sri Lanka | – | Island |  |

| Hasitha Chanaka                                           | Hasitha Chanaka                                           |  | Magnús Ingi Helgason                             | 16-21 21-19 12-21 |
| Thilini Jayasinghe                                        | Thilini Jayasinghe                                        |  | Tinna Helgadóttir                                | 22-24 21-15 7-21  |
| Hasitha Chanaka / Rajitha Sandeepana Dhanayaka            | Hasitha Chanaka / Rajitha Sandeepana Dhanayaka            |  | Magnús Ingi Helgason / Helgi Jóhannesson         | 19-21 10-21       |
| Thilini Jayasinghe / Achini Nimeshika Ratnasiri           | Thilini Jayasinghe / Achini Nimeshika Ratnasiri           |  | Snjólaug Jóhannsdóttir / Karitas Ósk Ólafsdóttir | 21-16 21-10       |
| Rajitha Sandeepana Dhanayaka / Achini Nimeshika Ratnasiri | Rajitha Sandeepana Dhanayaka / Achini Nimeshika Ratnasiri |  | Helgi Jóhannesson / Tinna Helgadóttir            | 17-21 12-21       |

|  | Litauen | – | Portugal |  |

| Akvilė Stapušaitytė                        | Akvilė Stapušaitytė                        |  | Telma Santos                   | 12-21 21-18 18-21 |
| Kęstutis Navickas                          | Kęstutis Navickas                          |  | Pedro Martins                  | 21-15 24-22       |
| Kristina Dovidaitytė / Akvilė Stapušaitytė | Kristina Dovidaitytė / Akvilė Stapušaitytė |  | Ana Moura / Helena Pestana     | 21-16 24-22       |
| Klaudijus Kašinskis / Ramūnas Stapušaitis  | Klaudijus Kašinskis / Ramūnas Stapušaitis  |  | Pedro Martins / Fernando Silva | 9-21 15-21        |
| Kęstutis Navickas / Kristina Dovidaitytė   | Kęstutis Navickas / Kristina Dovidaitytė   |  | Hugo Rodrigues / Telma Santos  | 17-21 17-21       |

|  | Island | – | Mongolei |  |

| Helgi Jóhannesson                                | Helgi Jóhannesson                                |  | Enkhbat Olonbayar                            | 21-11 21-19 |
| Karitas Ósk Ólafsdóttir                          | Karitas Ósk Ólafsdóttir                          |  | Munkhchimeg Mendjargal                       | 21-3 21-6   |
| Magnús Ingi Helgason / Atli Jóhannesson          | Magnús Ingi Helgason / Atli Jóhannesson          |  | Davaasuren Battur / Zolzaya Munkhbaatar      | 21-18 21-7  |
| Snjólaug Jóhannsdóttir / Karitas Ósk Ólafsdóttir | Snjólaug Jóhannsdóttir / Karitas Ósk Ólafsdóttir |  | Gerelmaa Batchuluun / Munkhchimeg Mendjargal | 21-4 21-6   |
| Atli Jóhannesson / Tinna Helgadóttir             | Atli Jóhannesson / Tinna Helgadóttir             |  | Enkhbat Olonbayar / Gerelmaa Batchuluun      | 21-7 21-10  |

|  | Litauen | – | Sri Lanka |  |

| Ramūnas Stapušaitis / Kristina Dovidaitytė | Ramūnas Stapušaitis / Kristina Dovidaitytė |  | Rajitha Sandeepana Dhanayaka / Achini Nimeshika Ratnasiri | 25-23 16-21 21-16 |
| Kęstutis Navickas                          | Kęstutis Navickas                          |  | Hasitha Chanaka                                           | 21-12 21-17       |
| Akvilė Stapušaitytė                        | Akvilė Stapušaitytė                        |  | Thilini Jayasinghe                                        | 21-11 21-10       |
| Kęstutis Navickas / Ramūnas Stapušaitis    | Kęstutis Navickas / Ramūnas Stapušaitis    |  | Hasitha Chanaka / Rajitha Sandeepana Dhanayaka            | 21-19 21-12       |
| Kristina Dovidaitytė / Akvilė Stapušaitytė | Kristina Dovidaitytė / Akvilė Stapušaitytė |  | Thilini Jayasinghe / Achini Nimeshika Ratnasiri           | 11-21 22-24       |

### Play-offs
| 25. Mai 2009 | Schweiz     | 3–1 | Litauen   | 25./26., die Schweiz steigt in Gruppe 3 auf. |
|              | Philippinen | 3–2 | Portugal  | 27./28.                                      |
|              | Südafrika   | 0–3 | Island    | 29./30.                                      |
|              | Türkei      | 1–3 | Sri Lanka | 31./32.                                      |
|              | Luxemburg   | 3–1 | Mongolei  | 33./34.                                      |

|  | Schweiz | – | Litauen |  |

| Anthony Dumartheray / Sabrina Jaquet    | Anthony Dumartheray / Sabrina Jaquet    |  | Ramūnas Stapušaitis / Kristina Dovidaitytė | 17-21 21-18 21-17 |
| Christian Bösiger                       | Christian Bösiger                       |  | Kęstutis Navickas                          | 12-21 21-12 17-21 |
| Jeanine Cicognini                       | Jeanine Cicognini                       |  | Akvilė Stapušaitytė                        | 21-9 21-12        |
| Christian Bösiger / Anthony Dumartheray | Christian Bösiger / Anthony Dumartheray |  | Kęstutis Navickas / Ramūnas Stapušaitis    | 21-15 22-20       |
| Jeanine Cicognini / Sabrina Jaquet      | Jeanine Cicognini / Sabrina Jaquet      |  | Kristina Dovidaitytė / Akvilė Stapušaitytė |                   |

|  | Philippinen | – | Portugal |  |

| Antonino Benjamin Gadi               | Antonino Benjamin Gadi               |  | Pedro Martins                  | 16-21 17-21       |
| Malvinne Ann Venice Alcala           | Malvinne Ann Venice Alcala           |  | Telma Santos                   | 15-21 15-21       |
| Kennevic Asuncion / Ronel Estanislao | Kennevic Asuncion / Ronel Estanislao |  | Pedro Martins / Fernando Silva | 16-21 21-13 21-16 |
| Kennie Asuncion / Gelita Castilo     | Kennie Asuncion / Gelita Castilo     |  | Ana Moura / Helena Pestana     | 22-20 21-12       |
| Kennevic Asuncion / Kennie Asuncion  | Kennevic Asuncion / Kennie Asuncion  |  | Hugo Rodrigues / Telma Santos  | 21-15 21-11       |

|  | Südafrika | – | Island |  |

| Jacob Maliekal                    | Jacob Maliekal                    |  | Magnús Ingi Helgason                             | 15-21 21-19 14-21 |
| Stacey Doubell                    | Stacey Doubell                    |  | Tinna Helgadóttir                                | 8-21 17-21        |
| Chris Dednam / Dorian James       | Chris Dednam / Dorian James       |  | Magnús Ingi Helgason / Helgi Jóhannesson         | 22-24 12-21       |
| Michelle Edwards / Annari Viljoen | Michelle Edwards / Annari Viljoen |  | Snjólaug Jóhannsdóttir / Karitas Ósk Ólafsdóttir |                   |
| Dorian James / Michelle Edwards   | Dorian James / Michelle Edwards   |  | Helgi Jóhannesson / Tinna Helgadóttir            |                   |

|  | Türkei | – | Sri Lanka |  |

| Mehmet Tural                    | Mehmet Tural                    |  | Hasitha Chanaka                                   | 21-19 18-21 17-21 |
| Ezgi Epice                      | Ezgi Epice                      |  | Achini Nimeshika Ratnasiri                        | 21-14 21-11       |
| Ali Kaya / Mehmet Tural         | Ali Kaya / Mehmet Tural         |  | Hasitha Chanaka / Rajitha Sandeepana Dhanayaka    | 17-21 21-8 14-21  |
| Derya Calimbay / Öznur Çalışkan | Derya Calimbay / Öznur Çalışkan |  | Thilini Jayasinghe / Achini Nimeshika Ratnasiri   | 21-15 12-21 13-21 |
| Göksel Kundakçı / Ezgi Epice    | Göksel Kundakçı / Ezgi Epice    |  | Rajitha Sandeepana Dhanayaka / Thilini Jayasinghe |                   |

|  | Luxemburg | – | Mongolei |  |

| Claudine Barnig                 | Claudine Barnig                 |  | Munkhchimeg Mendjargal                       | 21-3 21-3   |
| Joe Michels                     | Joe Michels                     |  | Enkhbat Olonbayar                            | 11-21 18-21 |
| Zoé Schroeder / Annick Weides   | Zoé Schroeder / Annick Weides   |  | Gerelmaa Batchuluun / Munkhchimeg Mendjargal | 21-7 21-8   |
| Yann Mellers / Ben Speltz       | Yann Mellers / Ben Speltz       |  | Davaasuren Battur / Zolzaya Munkhbaatar      | 21-12 21-6  |
| Philippe Hengen / Zoé Schroeder | Philippe Hengen / Zoé Schroeder |  | Enkhbat Olonbayar / Gerelmaa Batchuluun      |             |